# Fantasía sobre motivos de la Traviata
La Fantasía sobre motivos de La traviata es una obra compuesta por el guitarrista almeriense Julián Arcas, posiblemente hacia 1860. La pieza está basada en temas de la ópera La traviata de Verdi.
Aun a pesar de que la edición de Arcas fue anteriormente publicada, suele atribuirse esta obra al compositor Francisco Tárrega, debido al número de ediciones que se han realizado asumiendo su autoría.

## Fantasías
La obra se incluye en un género muy popular a mediados del siglo XIX, ligado a la música de salón: las fantasías sobre temas de las óperas más populares del momento, siendo así posible la difusión de estas fuera de los teatros. Las fantasías (y más concretamente, las fantasías sobre música operística) son además un género especialmente importante en la literatura guitarrística del siglo XIX (Sor, Arcas, Tárrega..., escribieron numerosos ejemplos).
Dentro de la producción de Arcas, dividida en tres grupos, la obra se incluye en un grupo formado por fantasías que el compositor escribió sobre motivos operísticos -ópera Italiana y zarzuela (fantasías sobre Trovador, Rigoletto, La Favorita, Marina...) y transcripciones de músicas muy conocidas en el momento (Marcha fúnebre de Thalberg, etc.). Arcas interpretaba estas obras en sus giras por España y el extranjero, en conciertos destinados generalmente a un público burgués.
Existe un gran número de fantasías y transcripciones sobre temas de la ópera "La Traviata", publicadas entre los años posteriores el estreno de la ópera y la última década del siglo, aproximadamente hacia 1890. La mayor parte de estas obras es para piano (de compositores como Thalberg, Ascher, Vehils, Ketterer, Prudent...), y están dirigidas a distintos tipos de ejecutantes (desde intérpretes amateur hasta intérpretes con grandes habilidades técnicas); además también las hay para instrumento solista (flauta, chelo...) con acompañamiento de piano.
Existen varias obras para guitarra inspiradas en la ópera, aparte de la fantasía de Arcas (Fantasías de J. Costa y A. Cano; tanda de valses de T.D. Palacios...).

## Sobre la obra
En la composición de la "Fantasía sobre motivos de la Traviata" aparecen arias muy conocidas de la mencionada ópera, siendo las siguientes:
- Introducción: Temas de la sección en modo mayor en el Preludio del Acto I.
- Aria del Acto III "Addio, del passato bei sogni ridenti"
- Aria del Acto I "Ah, fors'è lui che l'anima"
- Aria del Acto I "Sempre libera"

La obra incorpora dificultades técnicas propias del virtuosismo como son el uso de arpegios, trémolos, pasajes de armónicos, escalas... Estos recursos aparecen en muchas de las obras de Arcas, y acabaron por granjearle, gracias a que estaban al servicio de la musicalidad, numerosas alabanzas de la prensa:
The Times, 13 de septiembre de 1862 escribía sobre su actuación el día antes en los salones de Apsley House: 
"(...) las piezas que interpreta consisten principalmente en fantasías sobre temas conocidos, arreglados por él mismo, y su forma de ejecutarlas es muy destacable. No sólo consigue darles toda la expresión de la que la guitarra es tan eminentemente capaz y demuestra el mayor dominio en el empleo de los sonidos armónicos, sino que imita el sonido de otros instrumentos y tiene los recursos más originales para producir variedad de tonos. Así, aunque ayer él era el único intérprete, la palabra concierto –que generalmente implica una combinación de varias personas-, no fue completamente incorrecta, porque la guitarra en sus manos se convertía en una orquesta en miniatura"

## Composición y ediciones
La primera vez que se mencionó que se tiene noticia de la obra hace referencia a un concierto realizado en Madrid, el 22 de junio de 1862. Posteriormente, el 1 de enero de 1863 (durante la gira de Arcas por Inglaterra) aparece el siguiente comentario en The Brighton Gazette, en la reseña de un concierto: 
"[…] Senor Arcas’ first perfomance was a fantasia on airs from la Traviata, and most ably and scientifically did he execute the music..."
(la primera interpretación del Señor Arcas fue una fantasía sobre arias de la Traviata, música que fue ejecutada muy hábil y científicamente...)
La primera edición de la obra es la de Hijos de Andrés Vidal y Roger , en Barcelona 1891, edición póstuma que se realizó a partir del manuscrito del compositor heredado por su hermano Manuel y posteriormente por la viuda de este. La edición de Soneto 1993 de Melchor Rodríguez ofrece un facsímil de esta edición.

## Fantasía sobre motivos de la Traviata de Tárrega
El compositor Francisco Tárrega cuenta en su catálogo con una obra llamada "Fantasía sobre motivos de la Traviata". Esta obra es prácticamente la misma que la obra de Arcas (utiliza los mismos temas que utilizó Arcas, en el mismo orden, orquestados de la misma manera...), por lo que en ocasiones se ha acusado a Tárrega de haber realizado un plagio.
En los programas de concierto en los que Tárrega interpretó esta fantasía aparece Verdi como compositor de la obra (al igual que sucede en otras obras del mismo género, en que aparece el compositor de la obra de la que se utilizan los temas). El mismo Tárrega incluía obras de Arcas en sus conciertos, y confeccionaba sus programas eligiendo transcripciones de prácticamente las mismas obras que elegía Arcas. Por otro lado, no existen documentos en los que Tárrega o sus discípulos (Pujol realizó una biografía y catálogo de su obra) afirmen que la obra fuese compuesta por Tárrega.
Existen ediciones (Bèrben (1978), Ariel (1980), Soneto (1993)) en las que la "Fantasía sobre motivos de la Traviata" se atribuye al compositor Francisco Tárrega. Se ha hecho esta atribución posteriormente a la muerte del compositor (quizás por motivo de confusión con una obra publicada en la casa Idelfonso Alier llamada "La Traviata. Tema" o "La Traviata – tema estudio por Tárrega"). Dichas ediciones se realizaron supuestamente partiendo de unos manuscritos autógrafos de Tárrega, (Londres 25-07-1893 y Nápoles 08-05- 1903) que pertenecieron al discípulo de Tárrega Walter J. Leckie . La edición de Soneto se realizó a partir de un manuscrito en posesión de Melchor Rodríguez.
En los manuscritos de la colección de Leckie, se encuentra una diferencia con la partitura de Arcas: Tárrega alarga el tema del aria "Ah fors'e lui" y lo orquesta de manera diferente que Arcas (usando un trémolo). Parece ser que Tárrega fue trabajando en la obra a lo largo de su vida. Sin embargo esta diferencia no aparece en las ediciones Bèrben, Ariel y Soneto, que, supuestamente parten de este mismo manuscrito.
En la mayoría de discografía en que aparece la pieza "Fantasía sobre motivos de la Traviata" se atribuye su autoría a Tárrega sin nombrar a Julian Arcas.

## Enlaces
- Partitura Fantasía, de Arcas en el "Centre de Documentació de l'Orfeó Català"
- Partitura Fantasía, de Arcas en Biblioteca Digital Hispánica
- Partitura "Tanda de valses", de T.D. Palacio en Biblioteca Digital Hispánica
- Partitura "Fantasía Brillante sobre motivos de La Traviata", de José Costa en Biblioteca Digital Hispánica
- Partitura "Recuerdos de La Traviata", de A. Cano, en Biblioteca Digital Hispánica.
- Transcripciones de "La Traviata", en Biblioteca Digital Hispánica
- Artículo: la influencia de Julián Arcas en Tárrega
- Sobre Tárrega (catálogo y fechas de los manuscritos)
- Versión con las modificadiones añadidas por Tárrega
- Versión edición facsímil de Arcas